# انگلوود (نیوجرسی)
انگلوود (به انگلیسی: Englewood) شهری در ایالت نیوجرسی کشور ایالات متحده آمریکا است که جمعیت آن در سرشماری سال ۲۰۱۰ میلادی، ۲۷٬۱۴۷ نفر بوده‌است.